# Бехар, Адриана
Адриана Брандан Бехар (порт.-браз. Adriana Brandão Behar, род. 14 февраля 1969, Рио-де-Жанейро) — одна из самых выдающихся волейболисток своего поколения.
Бехар еврейка. Она перешла в пляжный волейбол в 1993 году, до этого играла в женской сборной Бразилии по волейболу в закрытых помещениях. В паре с Шелдой Беде она выиграла более 30 международных турниров по пляжному волейболу, а также завоевала две олимпийские медали. Вместе они выиграли более 1000 матчей и 114 титулов.
У Бехар ливанско-еврейское происхождение, она единственная бразильская спортсменка в Международном зале еврейской спортивной славы.
Была признана одной из 100 женщин BBC 2017 года.